# Vitória Futebol Clube (ES)
|  | Aquest article tracta sobre al club brasiler. Si cerqueu pel club portuguès, vegeu «Vitória Futebol Clube». |

El Vitória Futebol Clube és un club de futbol brasiler de la ciutat de Vitória a l'estat d'Espírito Santo.

## Història
El club va néixer l'1 d'octubre de 1912, amb el nom Foot-ball Club Victoria per João Pereira Neto, João Nascimento, Armando Ayres, Graciano dos Santos Neves, Edgar dos Santos Neves, Névio Costa, Edgard O’Reilly de Souza, Pedro O’Reilly de Souza, Constâncio Espíndula i Taciano Espíndula, entre d'altres. João Pereira Neto fou el primer president. És el club més antic d'Espírito Santo.
Ha estat diversos cops campió estatal.

## Palmarès

### Futbol
- Campeonato da Cidade de Vitória:
  - 1920
- Campionat capixaba:
  - 1932, 1933, 1943, 1950, 1952, 1956, 1976, 2006
- Copa Espírito Santo:
  - 2009, 2010
- Copa President de Corea: 
  - 1979

### Basquetbol
- Campionat capixaba de bàsquet: 
  - 1935, 1936, 1937, 1938, 1939, 1940, 1941, 1942, 1943, 1944, 1945

## Estadi
El club disputa els seus partits a l'Estadi Salvador Venâncio da Costa, inaugurat el 1967, amb una capacitat per a 10.000 espectadors. També és conegut com a Estadi Ninho das Águias (Niu d'Àligues).

## Mascota
La seva mascota s'anomena Águia Azul (àliga blava).

## Secció de basquetbol
Durant força anys ha tingut una secció de basquetbol. El club ha estat campió estatal en 11 ocasions.